# 李衛公問対
『李衛公問対』（りえいこうもんたい）は、中国の兵法書である。全三篇。『唐太宗李衛公問対』『唐李問対』とも称される。

## 内容
武経七書の一つ。「問対」は受け答えという意味。宋代の阮逸による偽作という説があるが、異説もある。唐代末から宋代にかけて後述する李靖の事績を知る者の手で編纂されたと考えられる。
李世民（唐太宗）と李靖（李衛公、字は薬師）が歴代の兵法と兵法家、もしくは将軍や宰相などの人物を話題に話し合う形で話が進んでいく。しかし、実際にこういう話し合いが行われたのかは不明。具体的討論の内容は太公望の六韜、孫子、呉子、黄帝、司馬穰苴、張良、韓信、曹操、諸葛亮、馬隆、李世民、李靖らの兵法や、歩兵・騎兵・戦車の使い方や、八陣・六花・五行の陣法など。この兵法書では、李靖の「六花の陣」は、諸葛亮の「八陣の法」を参考にして作られているとしている。

## 本の構成
1. 巻之上
2. 巻之中
3. 巻之下

## 刊行書
- 守屋洋、守屋淳『司馬法・尉繚子・李衛公問対』プレジデント社〈全訳「武経七書」2〉、1999年。ISBN 4833416913。新版2014年 ISBN 483342097X